# Mandubraci
Mandubraci (llatí Mandubracius) fou fill d'Imanuenci (Imanuentius) rei dels trinovants de Britànnia.
Quan el seu pare va ser mort per Cassivelaune (Cassivellaunus) va fugir a la Gàl·lia amb Juli Cèsar. Algun temps després, quan Cèsar va anar a Britànnia, va conferir a Mandubraci el comandament suprem al país dels trinovants.
Orosi li dona el nom d'Androgori (Androgorius).